# To Beast or Not to Beast
To Beast or Not to Beast šesti je studijski album finskog rock-sastava Lordi. Objavljen je 1. ožujka 2013. Album je producirao i miksao Michael Wagener. To je prvi album na kojem sudjeluju članovi Mana i Hella.

## Popis pjesama
| 1.    | »We're Not Bad for the Kids (We're Worse)« | 3:23 |
| 2.    | »I Luv Ugly«                               | 3:47 |
| 3.    | »The Riff«                                 | 3:44 |
| 4.    | »Something Wicked This Way Comes«          | 4:57 |
| 5.    | »I'm the Best«                             | 3:14 |
| 6.    | »Horrifiction«                             | 3:28 |
| 7.    | »Happy New Fear«                           | 4:45 |
| 8.    | »Schizo Doll«                              | 4:34 |
| 9.    | »Candy for the Cannibal«                   | 4:42 |
| 10.   | »Sincerely with Love«                      | 3:13 |
| 11.   | »SCG6: Otus' Butcher Clinic«               | 3:23 |
| 43:10 |                                            |      |